# Caenurgina sobria
Caenurgina sobria är en fjärilsart som beskrevs av Walker 1857. Caenurgina sobria ingår i släktet Caenurgina och familjen nattflyn. Inga underarter finns listade i Catalogue of Life.